# Armagetron Advanced

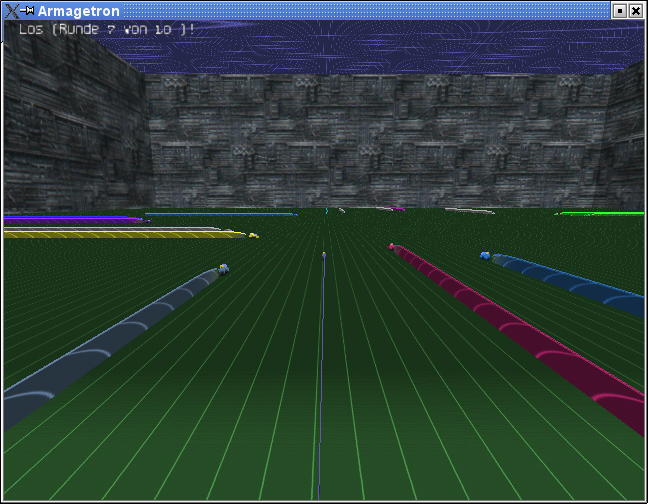
Armagetron Advanced, запущенный в оконном режиме.

Armagetron Advanced — свободная компьютерная игра для операционных систем Linux, Windows, Mac OS, FreeBSD и AmigaOS 4, разработанная группой энтузиастов по мотивам фильма «Трон» (1982 года) и выпущенная в 2001 году. Игра периодически обновляется и на официальном сайте размещаются новые версии; также там доступны к свободной загрузке исходные коды игры.

## Игровой процесс
Цель игрока — управлять световым мотоциклом. При движении мотоцикл и мотоциклы противника оставляют световой след за собой, в который необходимо пытаться не врезаться на протяжении прохождения уровня. Необходимо заставить противника врезаться в световой след, чтобы вывести его из игры, и таким образом, выиграть уровень.

 Мотоцикл может поворачиваться только под заданным в настройках углом.
Управление осуществляется при помощи клавиатуры. Для поворота используются клавиши Z (влево) и X (вправо).
Поддерживаются как однопользовательская, так и многопользовательский. Существует возможность настройки множества параметров игры, влияющих на игровой процесс, включая физическую модель, управление, противников, тип игрового поля и др. За одним компьютером могут играть до 4 человек. Есть возможность играть через интернет. 